# Jesús Asurmendi
Jesús Asurmendi (? 1945) és un teòleg francés de l'església catòlica romana.
Asurmendi va estudiar teologia catòlica romana essent en l'actualitat doctor en la matèria, i també va estudiar a La École Pratique des Hautes Etudes (institució d'educació superior la missió de la qual és desenvolupar, a través de la pràctica, la investigació bàsica i aplicada en Ciències de la Vida i la Terra). Té el postgrau de Literatura Santa. És Professor d'Investigació Theologicum a la Facultat de Teologia i Estudis Religiosos de París. Membre de la ACFEB (Associació Catòlica Francesa per l'Estudi de la Bíblia) i també membre de la ABE (Associació Espanyola Bíblica) i d'altres societats Internacionals per a l'Estudi de la Literatura del Deuteronomi i afins.
Va signar el manifest Església 2011 que reclama la reforma de l'Església per fer-la més propera als fidels.

## Obres (selecció)
- Baruch: Causes, Effects and Remedies for a Disaster » in Deuterocanonical and Cognate Literature, Jahrbuch 2006, Berlin – New York, Walter de Gruyter, 2006
- La construction d'Haman dans le livre d'Esther in: Flores Florentino, Mélanges Pr., García, Leiden, Brill 2007